# I Am Mine
"I Am Mine" é uma música da banda norte-americana de rock alternativo Pearl Jam. Composta pelo vocalista Eddie Vedder, "I Am Mine" foi lançada em 8 de Outubro de 2002, como primeiro single do sétimo álbum de estúdio da banda, Riot Act, de 2002. A música atingiu a sexta posição da Modern Rock Tracks da Billboard, além de ser incluída no álbum Rearviewmirror: Greatest Hits 1991-2003, coletânea de grandes sucessos da banda, lançada em 2004.

## Lista de faixas
Todas as músicas foram escritas por Eddie Vedder, exceto onde especificado.
CD (EUA, Áustria, Canadá) e vinil (EUA, Austrália, Europa, Nova Zelândia, Reino Unido)
1. "I Am Mine" — 3:35
2. "Down" (Stone Gossard, Mike McCready, Vedder) — 3:17

CD (Austrália, Europa)
1. "I Am Mine" — 3:35
2. "Down" (Stone Gossard, Mike McCready, Vedder) — 3:17
3. "Bu$hleaguer" (Gossard, Vedder) — 3:57
4. "Undone" — 3:08

CD (Reino Unido)
1. "I Am Mine" — 3:35
2. "Bu$hleaguer" (Gossard, Vedder) — 3:57
3. "Undone" — 3:08